# Heinemannia laspeyrella
Heinemannia laspeyrella — вид лускокрилих комах родини злакових молей-мінерів (Elachistidae).

## Поширення
Вид поширений в Північній, Центральній та Східній Європі та у Сибіру. Трапляється в Україні.

## Опис
Розмах крил сягає 17–21 мм. Голова, тулуб та тегули жовтого кольору. Передні крила жовті з двома коричневими, обрамленими білим плямами на кожному. Задні крила коричневі.

## Спосіб життя
Імаго літають з середини травня до початку липня. Личинки живляться насінням Lathyrus pisiformis, Orobus vernus та Trifolium. Зимують личинки останнього віку.